# Koro no dai-sanpo
Koro no dai-sanpo (コロの大さんぽ?, Koro no dai-sanpo, lett. "La grande passeggiata di Koro") è un cortometraggio d'animazione giapponese del 2002, scritto e diretto da Hayao Miyazaki.
Il cortometraggio è un'esclusiva del Museo Ghibli, dove viene proiettato giornalmente.